# Odochilus johnsoni
Odochilus johnsoni är en skalbaggsart som beskrevs av Rakovic 1987. Odochilus johnsoni ingår i släktet Odochilus och familjen Aphodiidae. Inga underarter finns listade i Catalogue of Life.